# Pico El Toro
Pico El Toro es el nombre que recibe una montaña en el norte de la cordillera de los Andes, en la parte que corresponde a Venezuela. Tiene una altitud de 4729 metros, y constituye un área protegida incluida en el Parque nacional Sierra Nevada, parte administrativamente del Estado Mérida. En el segundo tramo del Teleférico de Mérida el pico emerge como una de sus atracciones principales, su mayor detalle son sus dos puntos en forma de cuernos